# Sheila Chipperfield
Sheila Chipperfield (17 de junio de 1975, Coventry, Inglaterra), fue desde 1996 hasta 1998, la bajista de la banda británica de rock, Elastica.
Chipperfield se unió a la banda a principios de 1996, un año después de que la bajista original Annie Holland dejara la banda, y se convirtió en un colaboradora cercana a Donna Matthews durante un período en que Matthews se convirtió en una fuerza creativa más dominante que la líder de la banda Justine Frischmann. 
Se le pidió que dejase el grupo cuando Frischmann convenciera a Annie Holland, para regresar en 1998 (lo que finalmente ocasionó que Donna Matthews abandonase la banda). Años más tarde, Frischmann llamó a Sheila una "clean-living young chick" (una chica joven y limpia), porque fue una de las únicas integrantes de la banda que no consumía heroína cuando la banda pasa un mal momento por lo mismo.
Chipperfield es que ahora vive en Berlín y es una exitosa DJ tocando en clubes de toda Europa y ha trabajado con artistas tan diversos como Peaches, Robots In Disguise, IAMX, Angie Reed, Stereo Total, Planificación To Rock, Bruce LaBruce, Mortenson Heidi, MEN, Scream club, los niños en la televisión, Milenasong, The Fall, Damon Albarn, Stephen Malkmus y los productores Alan Moulder (Yeah Yeah Yeahs, Depeche Mode, Nine Inch Nails, Smashing Pumpkins), Flood (PJ Harvey, U2) y Bruce Lampcov (David Bowie, Suede). 
Chipperfield también estuvo involucrada en la producción sin fines de lucro del sitio web de música www.liveroom.tv. Este fue creado en abril de 2006 por el productor nominado al Grammy, Andy Chatterley y la artista multimedia Ana Mercedes y es una plataforma para nuevos actos en vivo para ser visto en línea.
Ella viene de la familia del circo Chipperfield, una dinastía de circo y atracciones de feria que se remonta a más de 350 años. Hija de William James Chipperfield, un showman de feria y Sheila Duggan, un artista de circo, tiene una gemela Sarah, y es la más joven de nueve hermanos.